# غسالخانه عموزین‌الدین
غسالخانهٔ عموزین‌الدین مربوط به دورهٔ قاجاریان است و در محوطهٔ گورستان عموزین الدین در خیابان آذربایجان تبریز واقع شده‌است. این اثر در تاریخ ۵ تیر ۱۳۸۴ خورشیدی با شمارهٔ ثبت ۱۱۹۷۹ به‌عنوان یکی از آثار ملی ایران به ثبت رسیده‌است.